# منير بوزيان
منير بوزيان (بالفرنسية: Mounir Bouziane)‏ هو لاعب كرة قدم فرنسي في مركز الهجوم، ولد في 5 فبراير 1991 في سانت لويس، أوت رين في فرنسا. لعب مع إنيرجي كوتبوس ونادي ستراسبورغ ونادي فرايبورغ.

## وصلات خارجية
- منير بوزيان على موقع قاعدة بيانات كرة القدم.إي يو (الإنجليزية)
- منير بوزيان على موقع Soccerway.com (الإنجليزية)
- منير بوزيان على موقع عالم كرة القدم.نت (الإنجليزية)
- منير بوزيان على موقع AS.com (الإسبانية)